# Toxicocalamus spilolepidotus
Toxicocalamus spilolepidotus — вид отруйних змій родини аспідових (Elapidae). Ендемік Папуа Нової Гвінеї.

## Поширення й екологія
Toxicocalamus spilolepidotus відомі за двома зразками, зібраними в горах Кратке та в провінції Східний Гайлендс. Вони живуть у вологих гірських тропічних лісах, на висоті від 1500 до 1740 м над рівнем моря. Ведуть напівриючий спосіб життя. Живляться черв'яками. Відкладають яйця.